# Jeanette Pohlen-Mavunga
Jeanette Pohlen, née le 2 mai 1989 à Downey (Californie), est une joueuse américaine professionnelle de basket-ball.

## Biographie
Après avoir collectionné les honneurs à la Brea Olinda High School, elle est nommée McDonald's All-American et WBCA All-American durant son année senior, puis rejoint la prestigieuse université Stanford.
En décembre 2010, elle apporte une contribution majeure (31 points, record en carrière) à la victoire des Cardinals sur les Huskies qui restaient sur 90 succès d'affilée. En senior, elle compile 15,8 points (43,2 % à 3 points) : ses talents de shooteuse et de joueuse gaspillant peu de ballons (529 passes décisives pour seulement 308 balles perdues en 4 ans) font d'elle le neuvième choix de la draft WNBA 2011 par le Fever de l'Indiana
.
Elle débute de belle manière sa saison rookie avec 6,4 points après 8 matches.
De retour d'une blessure au genou, elle est signée mi-juillet 2016 par le Fever.

## Palmarès
- avec USA Basketball au Mondial universitaires 2009

## Distinctions individuelles
- 2010 All-Pac-10 Team
- 2009 All-Pac-10 Second Team
- 2008 Pac-10 All-Freshman Team honorable mention